# Olympische Jugend-Winterspiele 2024/Teilnehmer (Armenien)
| Gelbes Symbol für Goldmedaillen mit stilisierten Olympischen Ringen | Graues Symbol für Silbermedaillen mit stilisierten Olympischen Ringen | Braundes Symbol für Bronzemedaillen mit stilisierten Olympischen Ringen |
| ------------------------------------------------------------------- | --------------------------------------------------------------------- | ----------------------------------------------------------------------- |
| —                                                                   | —                                                                     | —                                                                       |

Armenien nahm an den Olympischen Jugend-Winterspielen 2024 in der südkoreanischen Provinz Gangwon mit 3 Athleten (2 Männer, 1 Frau) teil.

## Teilnehmer nach Sportart

### Ski Alpin
| Athleten       | Wettbewerb   | Lauf 1      | Lauf 1 | Lauf 2  | Lauf 2 | Gesamt      | Gesamt |
| Athleten       | Wettbewerb   | Zeit        | Rang   | Zeit    | Rang   | Zeit        | Rang   |
| -------------- | ------------ | ----------- | ------ | ------- | ------ | ----------- | ------ |
| Männer         |              |             |        |         |        |             |        |
| Hakob Hakobjan | Super-G      | —           | —      | —       | —      | DNS         | DNS    |
| Hakob Hakobjan | Riesenslalom | 1:01,61 min | 59     | 56,08 s | 44     | 1:57,69 min | 44     |
| Hakob Hakobjan | Slalom       | 1:02,30 min | 60     | DNF     | DNF    | DNF         | DNF    |

### Skilanglauf
| Athleten        | Wettbewerb       | Zeit        | Rang |
| --------------- | ---------------- | ----------- | ---- |
| Frauen          |                  |             |      |
| Fenja Galstjan  | 7,5 km klassisch | 28:51,9 min | 56   |
| Männer          |                  |             |      |
| Armen Margarjan | 7,5 km klassisch | 25:20,0 min | 66   |

| Athleten        | Wettbewerbe     | Qualifikation | Qualifikation | Viertelfinale | Viertelfinale | Halbfinale    | Halbfinale    | Finale        | Finale        | Rang |
| Athleten        | Wettbewerbe     | Zeit          | Rang          | Zeit          | Rang          | Zeit          | Rang          | Zeit          | Rang          | Rang |
| --------------- | --------------- | ------------- | ------------- | ------------- | ------------- | ------------- | ------------- | ------------- | ------------- | ---- |
| Frauen          |                 |               |               |               |               |               |               |               |               |      |
| Fenja Galstjan  | Sprint Freistil | 4:54,86 min   | 71            | ausgeschieden | ausgeschieden | ausgeschieden | ausgeschieden | ausgeschieden | ausgeschieden | 71   |
| Männer          |                 |               |               |               |               |               |               |               |               |      |
| Armen Margarjan | Sprint Freistil | 4:08,06 min   | 77            | ausgeschieden | ausgeschieden | ausgeschieden | ausgeschieden | ausgeschieden | ausgeschieden | 76   |